# Бахрих, Сигизмунд
Сигизмунд Бахрих (нем. Sigismund Bachrich; 23 января 1841, Жабокреки-над-Нитроу, ныне Словакия — 16 июля 1913, Гримменштайн, Австрия) — австрийский и венгерский композитор, скрипач и альтист.

## Биография
Окончил Венскую консерваторию (1857) у Йозефа Бёма. В 1866—1869 годах руководил оркестром в парижском Лирическом театре, затем вернулся в Вену и до выхода на пенсию в 1899 году играл на альте в Венском филармоническом оркестре. В 1869—1880 годах Бахрих был альтистом Квартета Хельмесбергера, позднее играл также в Квартете Розе. До 1894 г. Бахрих преподавал в Венской консерватории — среди его учеников, в частности, Джордже Энеску, у него же начинал учиться как скрипач Франц Шрекер.
Определённой известностью пользовались сделанные Бахрихом оркестровые переложения партит Иоганна Себастьяна Баха для скрипки соло (№ 3 и 6). Собственные сочинения Бахриха — оперы «Муззедин» (1883) и «Хайни фон Штайер» (1884), балет «Сакунтала» (1884) — встретили резкую критику Хуго Вольфа. В 1914 году выпустил книгу воспоминаний (нем. Aus verklungenen Zeiten; Erinnerungen eines alten Musikers) .
Сын — скрипач Альберт Бахрих. Две дочери, Сусанна Пфанн-Бахрих (1886—1969) и Цецилия Вагнер-Бахрих, стали оперными певицами.

## Работы
- Muzzedin, опера  (1883);
- Heini von Steier, одноактная опера (1884); либретто Уго Виттмана;
- Sakuntala, балет (1884);
- Der Fuchs-Major, оперетта (1889);
- Des Herdes und der Liebe Flammen, оперетта;
- Mahomeds Paradies, оперетта.